# Gaseiro
Gaseiro é um tipo de navio de construção especial adequado ao transporte de gás liquefeito de petróleo. Sua principal característica são os tanques de formato arredondado acima do convés.

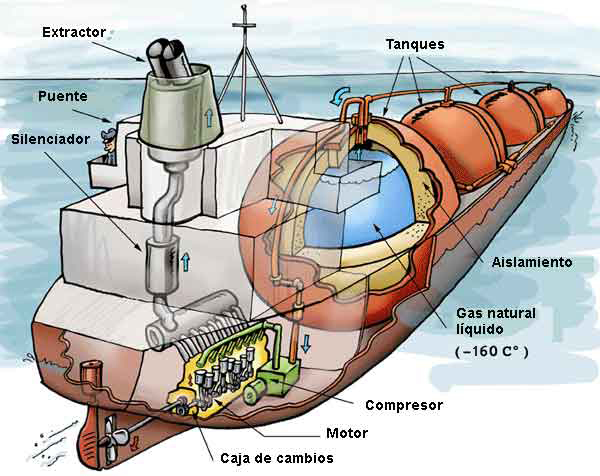
Diagrama de um gaseiro (em espanhol).